# Rivière Moreau (vattendrag i Kanada)
Rivière Moreau är ett vattendrag i Kanada.   Det ligger i provinsen Québec, i den östra delen av landet, 500 km nordost om huvudstaden Ottawa.
I omgivningarna runt Rivière Moreau växer i huvudsak blandskog. Runt Rivière Moreau är det mycket glesbefolkat, med 5 invånare per kvadratkilometer.